# Lastenia
Lastenia es una ciudad ubicada a 8 km al este de la capital de la provincia de Tucumán, Argentina en el departamento Cruz Alta. Limita al norte con la localidad de San Juan, al sur con Pozo del Alto, al este con Cevil Pozo y al oeste con la RN 9. A pesar de su importante densidad poblacional, Lastenia es considerada una delegación que responde administrativamente a la Banda del Río Salí.

## Su historia
Como muchas de las ciudades del interior tucumano, Lastenia nació alrededor del ingenio azucarero que llevaba su nombre. El Ingenio Lastenia fue adquirido por Ernesto Tornquist (prominente industrial y financista argentino) en 1901 de manos de Pedro G. Méndez, y fue cerrado por el dictador Juan Carlos Onganía en agosto de 1966 junto a otras 11 fábricas azucareras tucumanas.
Luego de haber sido una fundición de plomo durante muchos años, actualmente el ex-ingenio se convirtió en un emprendimiento privado de características culturales y artísticas.

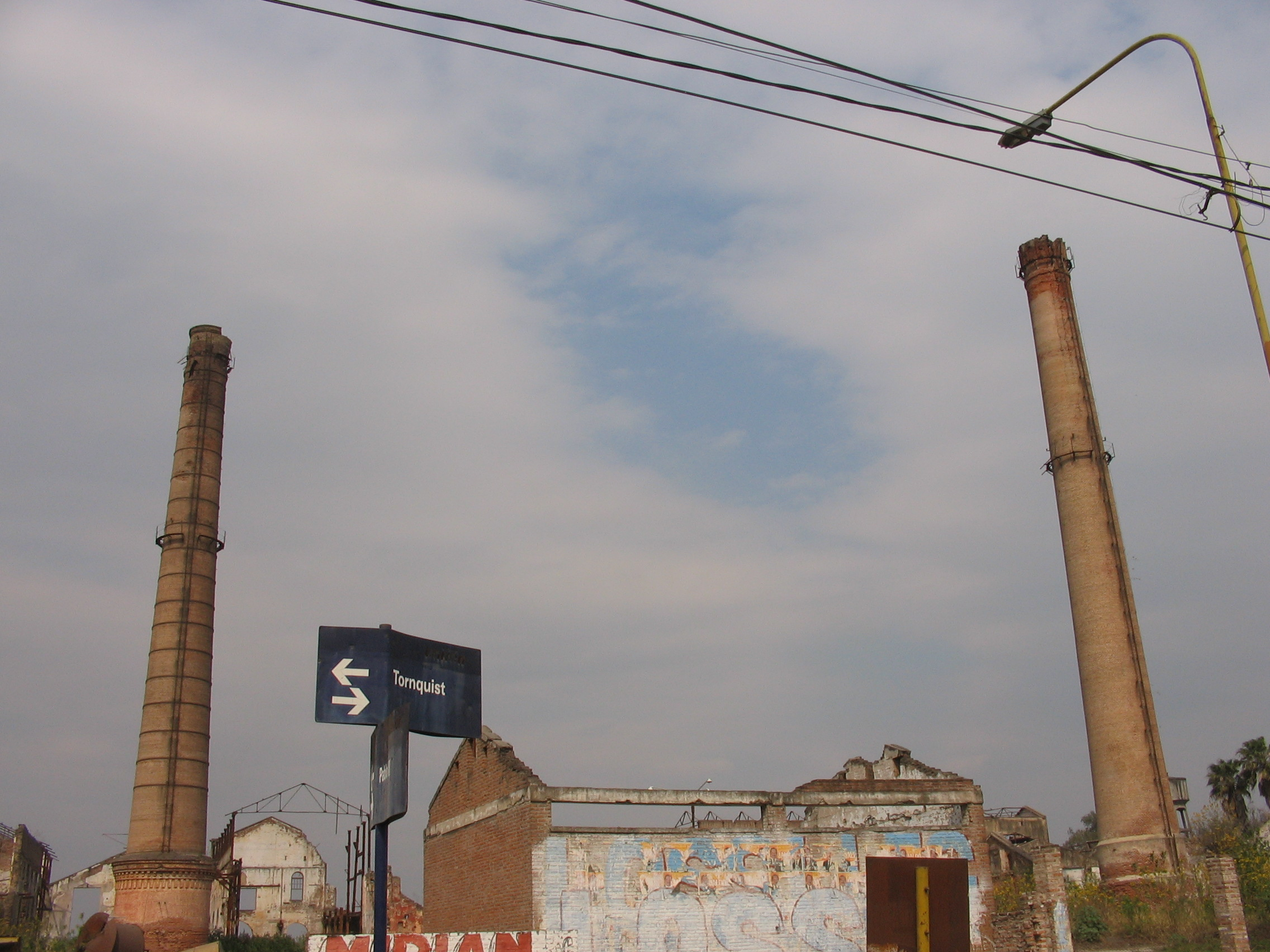
Las chimeneas del ingenio.

Las instalaciones del ex-ingenio, incluidas sus dos chimeneas, se encuentran en la intersección de las avenidas más importantes del lugar: Av. Tornquist y Av. Eva Perón (llamada así a partir del gobierno de Fernando Riera entre 1984 y 1987, antes se llamaba Av. San Martín). Sobre estas avenidas se encuentran las instituciones más reconocidas e históricas de Lastenia: la escuela primaria Juan B. Terán, la escuela Técnica Nro. 1, la capilla Nuestra Señora del Valle, la comisaría, el Centro Mutual Lastenia, el hospital Santa Rita, el dispensario (ahora llamado CAPS), la farmacia, etc.

## Población
Lastenia está dentro del aglomerado del Gran San Miguel de Tucumán, incluida dentro del componente Banda del Río Salí. Esta última localidad cuenta con 63,226 habitantes (Indec, 2010), lo que representa un incremento del 9% frente a los 57,959 habitantes (Indec, 2001) del censo anterior.

## Sismicidad
La sismicidad del área de Tucumán (centro norte de Argentina) es frecuente y de intensidad baja, y un silencio sísmico de terremotos medios a graves cada 30 años.
- Sismo de 1861: aunque dicha actividad geológica catastrófica, ocurre desde épocas prehistóricas, el terremoto del 20 de marzo de 1861 (163 años) con 12.000 muertes,[2] señaló un hito importante dentro de la historia de eventos sísmicos argentinos ya que fue el más fuerte registrado y documentado en el país. A partir del mismo la política de los sucesivos gobiernos del norte y de Cuyo han ido extremando cuidados y restringiendo los códigos de construcción.[1] Y con el terremoto de San Juan de 1944 del 15 de enero de 1944 (81 años) los gobiernos tomaron estado de la enorme gravedad crónica de sismos de la región.
- Sismo de 1931: de 6,3 de intensidad, el cual destruyó parte de sus edificaciones y abrió numerosas grietas en la zona[2][1]